# 党守素
党守素（?—1664年后），坊镇乡灵泉村人，生卒年不详。明末大顺重要将领。

## 生平
父母早亡，早年往返于陕北贩盐。因驴盐被官府没收，拘押数日，返乡不成，投靠李自成军“老八队”。屡建战功，崇祯十六年（1643年）三月，李自成在襄阳建立五营军制，党守素任中营威武将军，封载侯，镇守兰州。
李自成失败后，与李过、高一功等率部由西北南下，继续抗清。至清康熙二、三年（1663年－1664年）间，党守素、刘宗敏、郝摇旗（后名郝永忠）、刘体仁等在川、鄂、陕交界处继续抗清。后转至湖北一带，人称夔东十三家。其后不详。
一说随高一功自庆远（今广西河池市宜州区）退走贵州，途中被孙可望袭击，高一功、党守素、贺锦等战死。